# Scontri di Jos (2008)

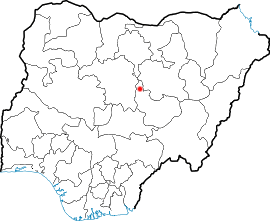
Localizzazione di Jos in Nigeria

Gli scontri di Jos del 2008 furono una serie di atti di violenza interreligiosa tra le comunità cristiana e islamica della città, culminati con la morte di 381 persone e il ferimento di più di 400, svoltisi nei giorni delle elezioni locali, il 28 e 29 novembre 2008. L'esercito della Nigeria arrivò la mattina del 30 novembre, ripristinando l'ordine e ponendo termine alla violenta sommossa.

## Cause
Gli addetti alle elezioni decisero di non annunciare pubblicamente il partito uscente dalle elezioni, e la conseguenza fu l'innescarsi di indiscrezioni sul nome del probabile vincitore. Iniziò a prendere corso la notizia secondo cui avesse vinto Timothy Gyang Buba per il People's Democratic Party (PDP), sconfiggendo il candidato per l'All Nigerian Peoples Party. Le indiscrezioni, che si fecero sempre più forti, portarono alla nascita di risentimenti da parte della comunità islamica degli Haussa, provenienti dalle regioni settentrionali della Nigeria, che portarono a un'escalation di violenza verso i cristiani, in larga parte sostenitori di Buba.

## Gli scontri
I disordini provocarono la morte di 381 persone in due soli giorni di scontri. Diverse abitazioni, moschee, chiese e un seminario furono danneggiati e dati alle fiamme dalla folla di rivoltosi.
A sostegno della popolazione sfollata a causa degli scontri, secondo la Nigerian Red Cross Society oltre 10.000 unità, il governo realizzò delle tendopoli. Le forze armate nigeriane furono inviate per reprimere i disordini e creare una zona cuscinetto tra cristiani e islamici.
Giona Jang, governatore dello Stato di Plateau, istituì un coprifuoco della durata di 24 ore indetto su quattro arterie principali della città, autorizzando i militari a "sparare a vista" al fine di prevenire ulteriori violente. I voli da e per Jos furono cancellati e le strade per il nord della nazione bloccate.
Con l'istituzione dei posti di blocco dell'esercito e polizia, furono arrestate più di 500 persone solo il 29 novembre, per lo più si trattò di giovani armati facinorosi appartenenti ad ambedue le fazioni.